# Vittorio Tamagnini
Vittorio Tamagnini, soprannominato L'uragano di Amsterdam (Civitavecchia, 10 febbraio 1910 – Civitavecchia, 20 gennaio 1981), è stato un pugile italiano, vincitore della medaglia d'oro alle Olimpiadi di Amsterdam 1928 e Campione europeo dei pesi leggeri tra il 1935 e il 1937.

## Biografia

### Carriera da dilettante
Iniziò a boxare a quattordici anni inaugurando, insieme a Carlo Saraudi, la storia del pugilato civitavecchiese. Esordì ufficialmente a Cagliari il 17 maggio 1927.
Appena diciottenne conquistò il titolo italiano dilettanti nel 1928 a Milano, nella categoria dei pesi gallo. Fu designato a rappresentare l'Italia ai Giochi olimpici di Amsterdam e fu il primo pugile italiano a vincere una medaglia d'oro olimpica. Batté ai punti il messicano Fidel Ortiz, il britannico John Garland, l'irlandese Frank Traynor e, in finale, lo statunitense John Daley.

### Carriera da professionista

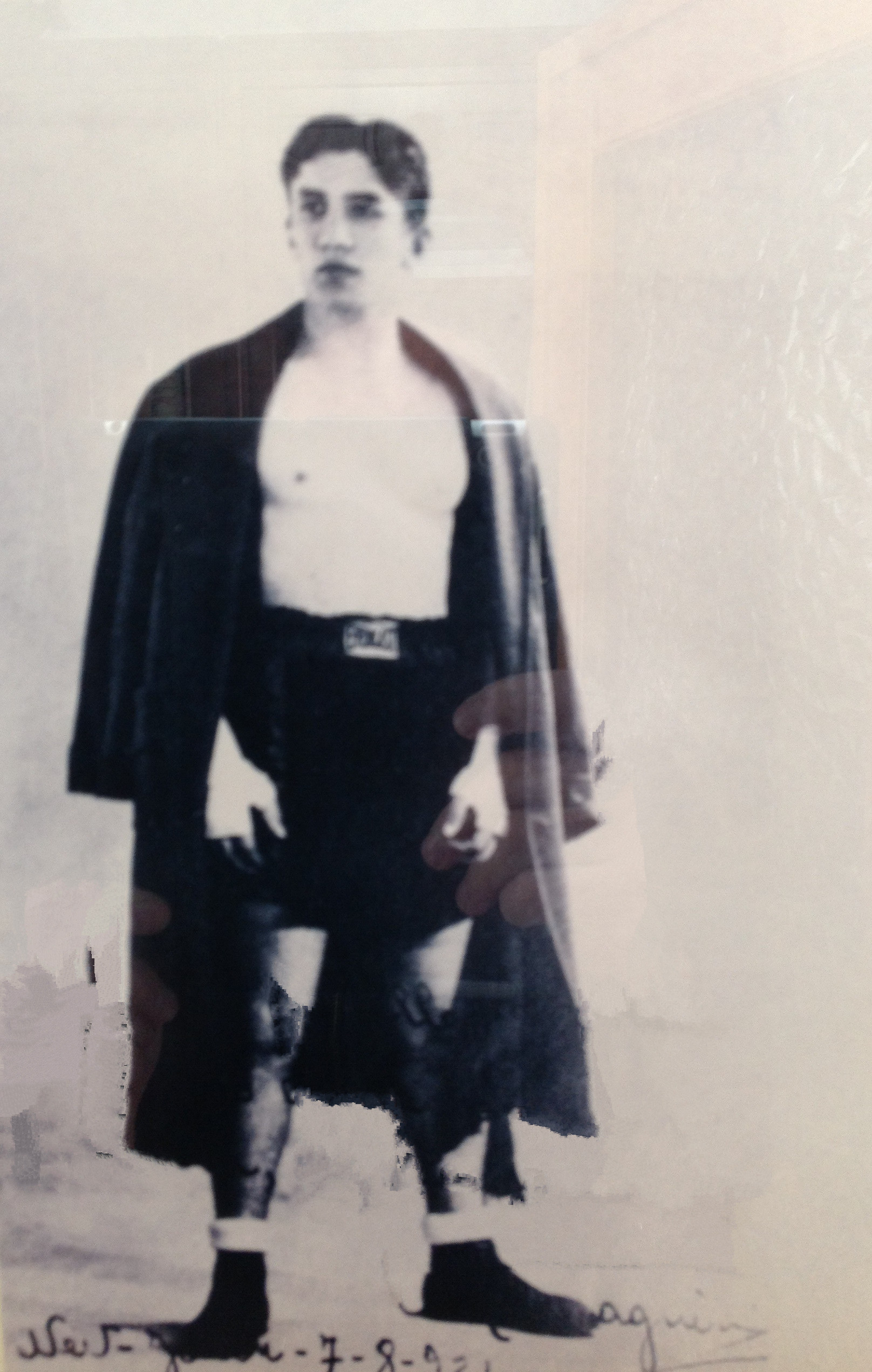
Vittorio Tamagnini

Esordì tra i professionisti nel 1929 e nel 1930 conquistò il titolo italiano dei pesi piuma, battendo Luigi Quadrini.
L'anno seguente fallì un tentativo di conquista del titolo europeo dei piuma, a Barcellona, contro l'espertissimo pugile di casa José Girones.
Il 25 giugno 1932, al Palazzo dello Sport della Fiera di Milano, per decisione unanime, batté il campione del mondo dei pesi gallo, il leggendario Panama Al Brown, seppure in un match al limite dei piuma e non valido per il titolo. Grazie a tale impresa, fu il primo pugile italiano che riuscì a battere un campione del mondo in carica. L'anno dopo incontrò due volte l'ex campione del mondo dei pesi mosca Victor "Young" Perez, con un bilancio di una vittoria e una sconfitta.
Nel 1935, a Parigi, Tamagnini fallì un secondo tentativo di conquistare la cintura europea dei piuma, sconfitto ai punti dal francese Maurice Holtzer.
Conquistò finalmente il titolo continentale, nella categoria dei leggeri, il 10 ottobre 1936 battendo il belga Raymond Renard, per knock-out tecnico alla settima ripresa. Lo difese a Parigi contro il francese Gustave Humery (KO al 5º round), a Berlino contro il tedesco Rudy Kretzschmar (ai punti) e lo mantenne fino al 22 aprile 1937, quando fu sconfitto a Parigi dal francese Maurice Arnault (Kot all'11º round).
Rimase inattivo per tutta la durata della Seconda guerra mondiale, per poi salire un'ultima volta vittoriosa sul ring della sua Civitavecchia, il 23 settembre 1945, battendo ai punti in sei riprese Guerrino Cosmi.

### Caratteristiche tecniche
Il giornalista specializzato Giuliano Orlando ha definito la boxe di Tamagnini «un vero godimento per gli spettatori». Alle Olimpiadi, sempre secondo Orlando «aveva diciotto anni e superò tutti gli avversari, con l'incedere del fuoriclasse. Una boxe funambolicaː istinto e fantasia da applausi a scena aperta». 

### Apparizione cinematografica
Tamagnini ha fornito una convincente recitazione nella parte di se stesso nel film “Lo smemorato” di Gennaro Righelli con Angelo Musco, Checco Durante, Luisa Ferida e Paola Borboni (1936).

## Riconoscimenti
Il 29 dicembre 2016, dopo un anno di incontri pubblici e sondaggi sui social network la Giunta comunale di Civitavecchia ha deliberato di intitolare il Palazzetto dello sport al concittadino Vittorio Tamagnini.